# Nicolas de Bourgogne
Nicolas de Bourgogne, gelatiniseerd Nicolaus Burgundius of vernederlandst Nicolaas van Bourgoingne (Edingen, 29 september 1586 – Brussel, 4 januari 1649) was een Zuid-Nederlands rechtsgeleerde en historicus. Hij was hoogleraar (1627-1639) en raadsheer in de Raad van Brabant (1639-1649).

## Leven
Zijn naam zou aangeven dat Nicolas de Bourgogne afstamde van de hertogen van Bourgondië, meer bepaald van een bastaard van Jan zonder Vrees. Hij kwam uit Henegouwen en liep school in Bergen. Daarna studeerde hij rechten aan de Universiteit van Leuven, waar hij rond 1610 deelnam aan de academie van Erycius Puteanus (Palaestra bonae mentis). Nadat hij de graad van licentiaat had behaald, ging hij als advocaat werken in Gent en publiceerde hij een boek over het Vlaamse gewoonterecht. Hij toonde zich ook een begenadigd dichter. In het dispuut over de Legatus van Frederik van Marselaer trad hij de auteur bij en viel hij Puteanus af.
Op aansporen van de Brabantse kanselier Petrus Peckius begon Nicolas de Bourgogne in 1621 aan een geschiedwerk waarin hij vanuit een koningsgezind en katholiek perspectief de aanloop naar de Tachtigjarige Oorlog behandelde (1558-1568). Hij zag die als veroorzaakt door het streven naar rijkdom en macht van de hoge edellieden, die de onvrede over de inquisitie en de bisdomhertekening aangrepen om hun subversieve ambities te realiseren. Door deze psychologische nadruk op list en bedrog plaatste hij zich in de traditie van Tacitus. Het werk verscheen in 1629 te Ingolstadt, waar hij twee jaar voordien professor in de rechten was geworden aan de universiteit. Het was opgedragen aan keurvorst Maximiliaan I van Beieren, die hem in 1633 ook in dienst nam als raadsheer en die hem verhief tot paltsgraaf. In 1639 keerde hij terug naar de Nederlanden en werd hij rechter in de Raad van Brabant. 

## Familie
Hij was getrouwd met Laurence van Wesemaele en had vele kinderen, onder wie Galeaz de Bourgogne, heer van Roquemont. Zijn broer Gilles de Bourgogne was eveneens jurist en Neolatijns dichter.

## Publicaties
- Oratio de gradibus ad eloquentiam dicta Lovanii (1611)
- Poëmata (1621)
- Tractatus controversiarum ad consuetudines Flandri (1621)
- Epithalamium in nuptias Gasparii Gevartii... accedit in easdem nuptias elegia (1625) De titel verwijst naar Gaspar Gevartius
- Historia Belgica ab anno M.D.LVIII (1629), herdrukt 1633 en 1708
- Historia Bavarica... ab anno 1313 ad annum 1317 (1636), herdrukt 1645 en 1705
- Apologia in electoratu Palatino, pro Christ. Gewoldo et contra marquardam Freherum (1634)
- Commentarius de evictionibus practicus et theoreticus (1636), herdrukt 1646, 1647, 1662, 1673
- Commentarius de periculis et culpis præstandis in contractibus (1646), herdrukt 1658, 1662, 1673
- Commentarius de duobus reis, sive de obligatis in solidum (1643), herdrukt 1657, 1673

## Voetnoten
1. ↑  Dirk Sacré, "Elf onuitgegeven brieven van Johannes Havraeus aan Casperius Gevartius (1621-1623) en een brief van Nicolaus Burgundius over Havraeus" in: Jean Van Havre (Joannes Havraeus). La citadelle de la vertu ou La véritable tranquillité de l'âme, 2014, p. 195-224
2. ↑  Aline Smeesters, "De la poésie d'amour à la poésie de naissance: Tibulle – Sannazar – Burgundius – Verbiest" in: Nec scire nefas. Nieuwe bijdragen over Neolatijn voor het onderwijs, eds. Dirk Sacré en Toon Van Houdt, 2013, p. 73-105

- Biblioteca Nacional de España: XX5553072
- Bibliothèque nationale de France: cb151089980 (data)
- Digitale Bibliotheek voor de Nederlandse Letteren: bour011
- Gemeinsame Normdatei: 124668305
- International Standard Name Identifier: 0000 0000 8339 3487
- Library of Congress Control Number: no2017078978
- Nationale Bibliotheek van Tsjechië: mzk2009533710
- Nederlandse Thesaurus van Auteursnamen: 069281289
- Réseau des bibliothèques de Suisse occidentale: 02-A003032311
- Système universitaire de documentation: 228956765
- Virtual International Authority File: 12602507
- WorldCat: E39PBJqBpX36PKKKhPCwdP8Qv3